# Calephelis pumila
Calephelis pumila är en fjärilsart som beskrevs av Jean Baptiste Boisduval och John Lawrence LeConte 1833. Calephelis pumila ingår i släktet Calephelis och familjen Riodinidae. Inga underarter finns listade i Catalogue of Life.